# Sparganium erectum
Il coltellaccio maggiore o biodo (Sparganium erectum L., 1753) è una pianta acquatica perenne e rizomatosa della famiglia Typhaceae.

## Etimologia
Il nome generico (Sparganium) deriva dal greco sparganon (= fascia; “sparganio” in italiano antico), e indica una pianta con foglie a forma di nastro o fettuccia; mentre L'epiteto specifico (“erectum” = eretto, dritto) indica ovviamente il tipo di portamento del fusto e delle foglie. Il nome italiano (Coltellaccio) deriva invece dalla caratteristica forma a coltello delle foglie.

I tedeschi chiamano questa pianta: Aufrechter Ingelkolben ; i francesi la chiamano Rubanier dressé; mentre gli inglesi la chiamano Branched Bur-reed.

## Descrizione

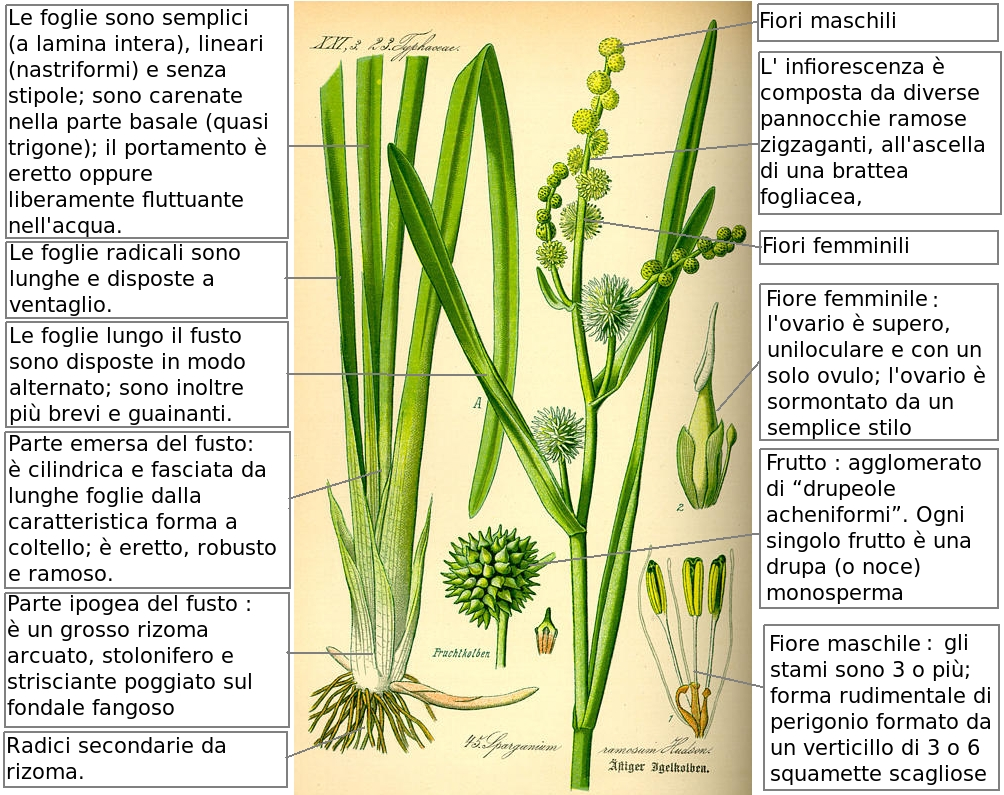
Descrizione delle parti della pianta

È una pianta alta da 40 a 80 cm (1,5 metri al massimo). La forma biologica è idrofita radicante  (I rad), ossia sono piante acquatiche perenni le cui gemme si trovano sommerse o natanti ed hanno un apparato radicale che le ancora al fondale.

In questo tipo di piante si nota una evidente riduzione delle parti vessillifere (fiori vistosi con petali policromi). Questo potrebbe indicare una forma più evoluta rispetto ad altre specie appartenenti ad altre famiglie dello stesso ordine. 

### Radici

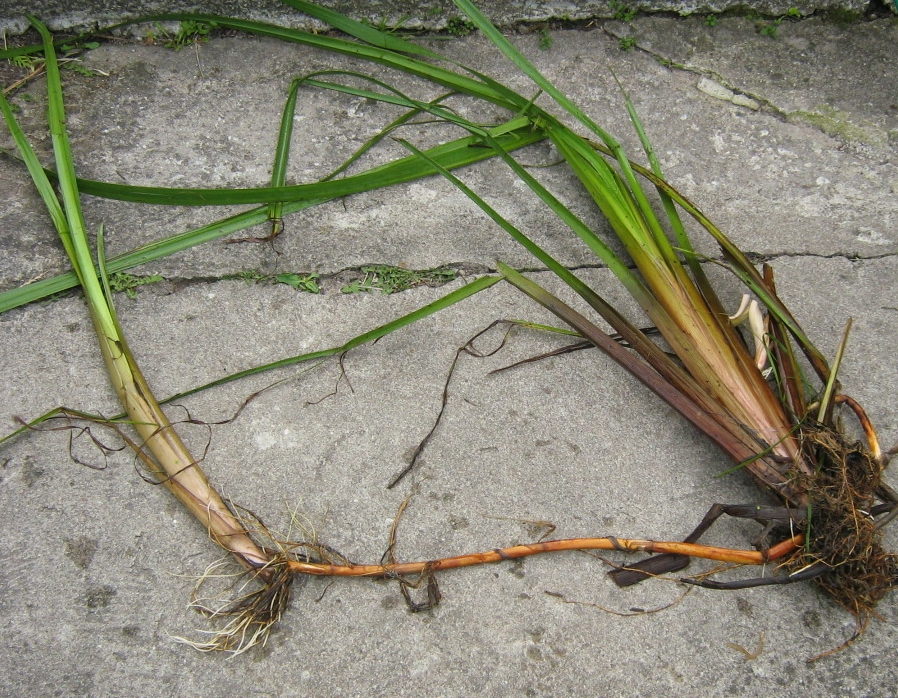
Rizoma con radici

Radicisecondarie da rizoma.

### Fusto
- Parte ipogea: la parte ipogea consiste in un grosso rizoma arcuato, stolonifero e strisciante poggiato sul fondale fangoso, da cui si erge la parte aerea del fusto. Il rizoma ha un colore bruno-chiaro.
- Parte epigea: la parte emersa del fusto è cilindrica e fasciata da lunghe foglie dalla caratteristica forma a coltello; è eretto, robusto e ramoso.

Diametro del rizoma: 3 mm.

### Foglie

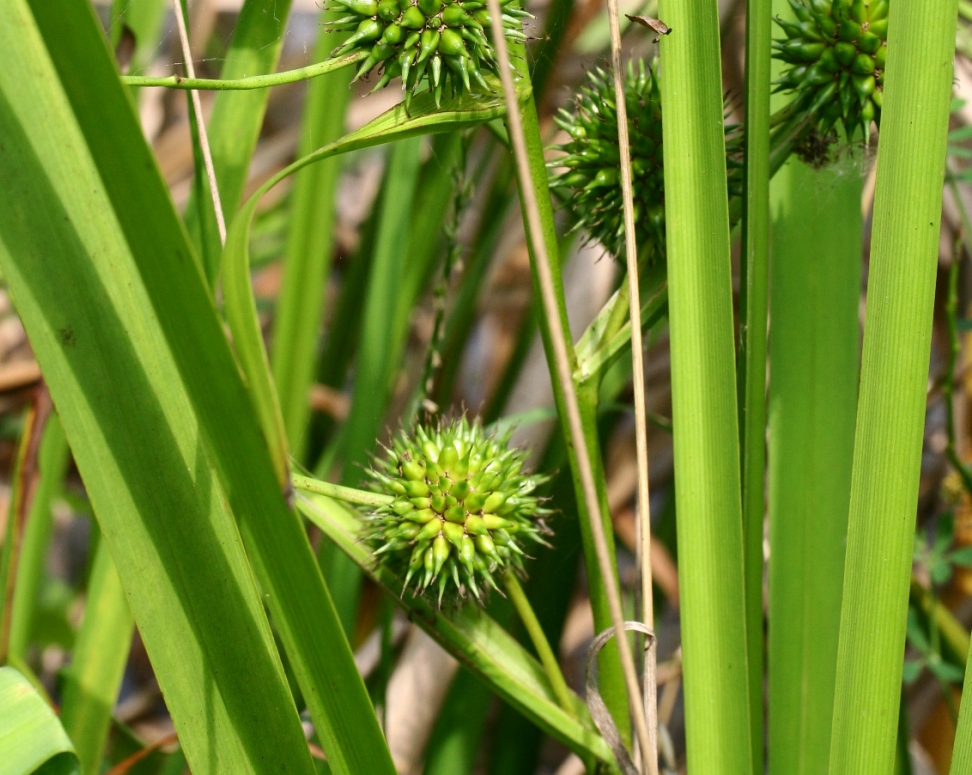
Le foglie
Località: Orto Botanico Conservativo “Carlo Spegazzini” (TV), 0 m s.l.m. - 15/6/2007

Le foglie sono semplici (a lamina intera), lineari (nastriformi) e senza stipole; sono carenate nella parte basale (quasi trigone); hanno una consistenza abbastanza rigida (sono coriacee) oppure sono morbide a seconda della sottospecie; il portamento è eretto oppure liberamente fluttuante nell'acqua.
- Foglie basali: quelle radicali sono lunghe a volte più della stessa infiorescenza e sono disposte a ventaglio.
- Foglie cauline: lungo il fusto sono disposte in modo alternato (l'ordine di distribuzione è distico); sono inoltre più brevi, senza picciolo e guainanti il fusto.

Dimensione delle foglie: larghezza da 10 a 16 mm; lunghezza anche 1 m.

### Infiorescenza

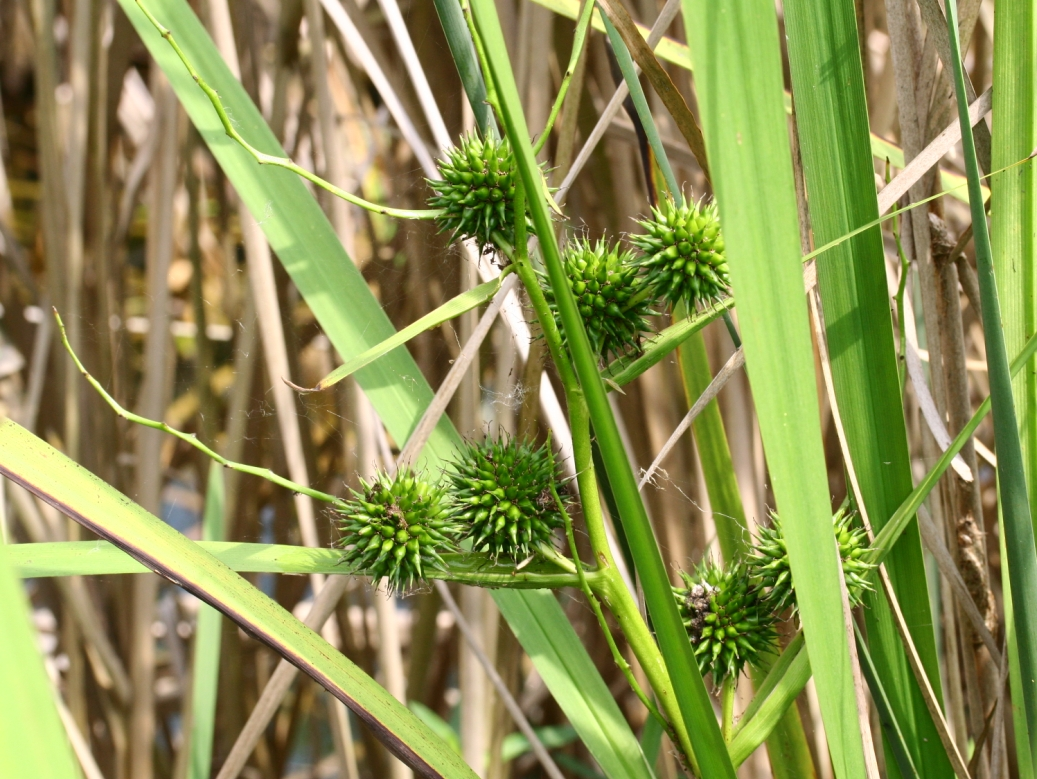
Infiorescenza
Località: Orto Botanico Conservativo “Carlo Spegazzini” (TV), 0 m s.l.m. - 15/6/2007

L'infiorescenza è composta da diverse pannocchie ramose zigzaganti, all'ascella di una brattea fogliacea, con almeno un capolino per ramo; questo è tipicamente globulare e verdastro (se femminile) oppure bruno-scuro (se maschile). In questa pianta infatti i fiori dei due sessi sono distinti: quelli maschili sono sopra; quelli femminili sono al di sotto; è quindi una pianta diclina. In particolare nei rami inferiori abbiamo solo capolini femminili (da 1 a 3); mentre in quelli superiori c'è un solo capolino femminile con molti maschili (da 6 a 9). Dimensione dei capolini: diametro di quelli femminili 12 – 20 mm; diametro di quelli maschili 4 – 12 mm.

### Fiori

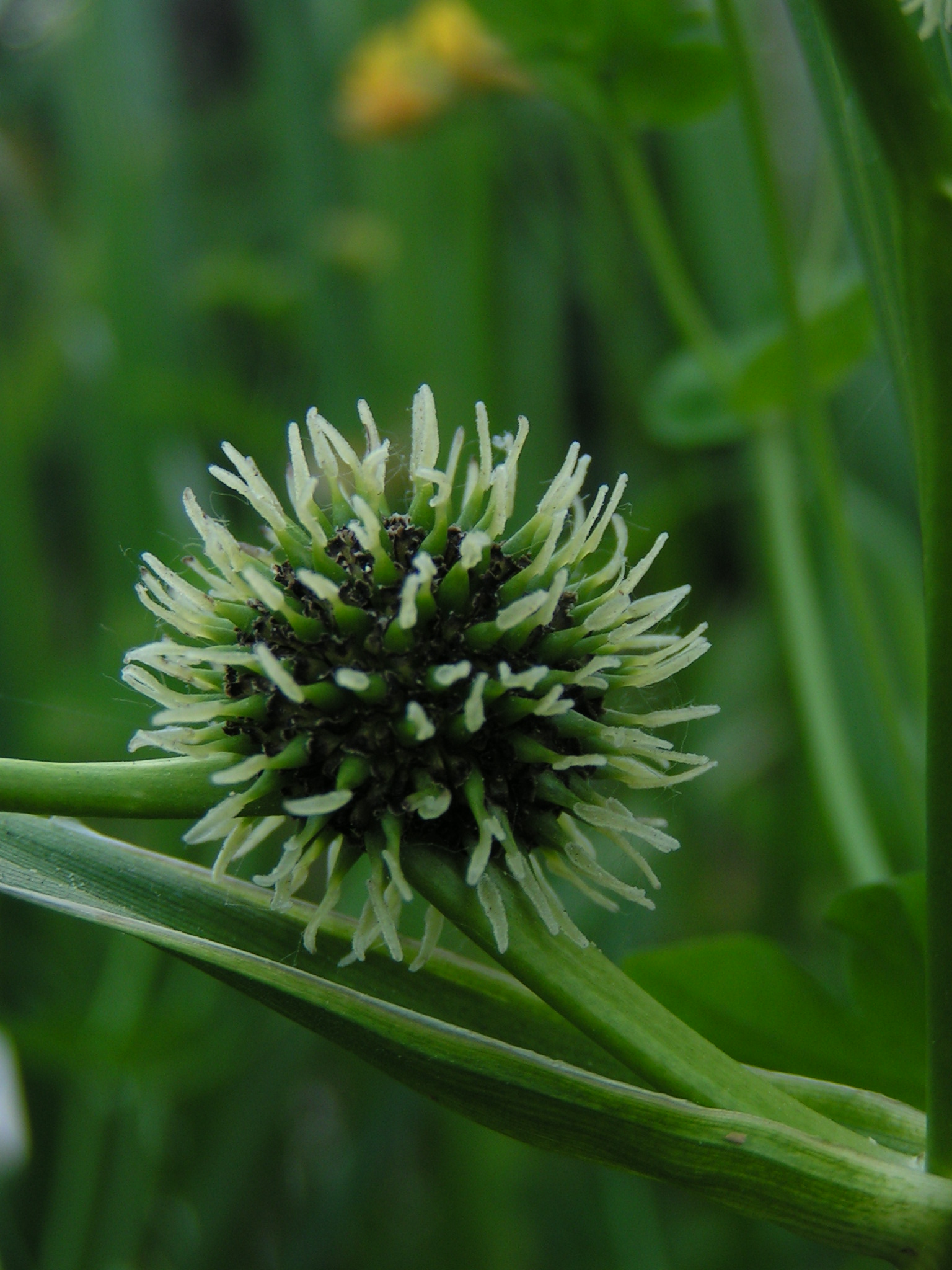
Fiore femminile

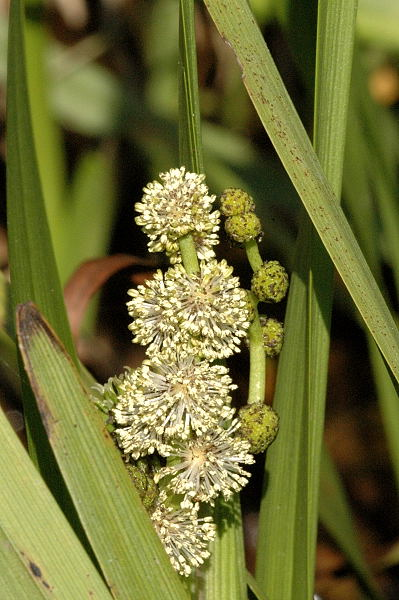
Fiori maschili

I fiori sono unisessuali, monoici, attinomorfi, bi-ciclici (a due verticilli) e trimeri (ogni verticillo è composto almeno da tre elementi). I fiori sono inodori e sessili.
- Fiore maschile: gli stami sono 3 o più; esiste inoltre una forma rudimentale di perigonio formato da un verticillo di 3 o 6 squamette scagliose o brattee.
- Fiore femminile: l'ovario è supero, uniloculare (formato da un carpello) e con un solo ovulo; l'ovario è sormontato da un semplice stilo; anche qui abbiamo un perigonio appena abbozzato di aspetto sepaloideo (da 3 a 6 tepali sepaloidi o brattee).
- Fioritura: da giugno ad agosto.
- Impollinazione: tramite anemogamia.

### Frutti

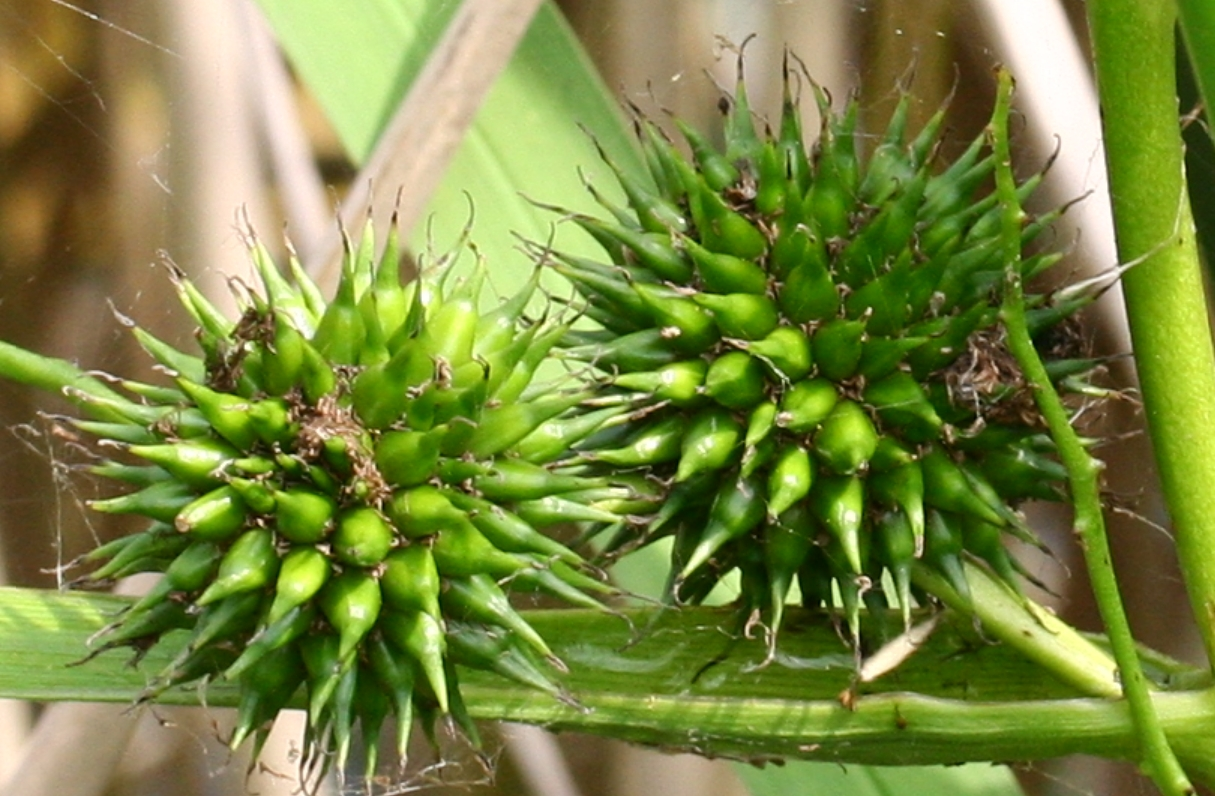
I frutti
Località: Orto Botanico Conservativo “Carlo Spegazzini” (TV), 0 m s.l.m. - 15/6/2007

Il frutto assomiglia quasi ad un riccio marino dove ogni aculeo è un singolo frutto; si tratta quindi di un agglomerato di “drupeole acheniformi”. Ogni singolo frutto è una drupa (o noce) monosperma dove l'esocarpo (l'epidermide superiore) è spugnoso, mentre l'endocarpo (l'epidermide inferiore) è legnoso. Questo frutto è adattato al galleggiamento.

## Distribuzione e habitat
- Geoelemento:  il tipo corologico (area di origine) è fondamentalmente Eurosiberiano ma anche Eurasiatico o Circumboreale a seconda della sottospecie.
- Distribuzione: in Italia questa specie è più o meno comune in tutte le zone umide adatte a questo tipo di pianta dalla fascia mediterranea verso l'interno (isole comprese). Fuori dall'Italia, in Europa è diffusa in tutte le zone, mentre nel resto del mondo, questa specie si trova in Africa del Nord (Marocco), in Asia occidentale, nel Caucaso e nella Siberia; in America del nord (probabilmente naturalizzata) e Australia (naturalizzata anche qui).
- Habitat: l'habitat tipico per tutte le sottospecie presenti in Italia sono i fossi, le acque stagnanti o a lento riflusso con una profondità media di circa 30 cm. Il substrato preferito in genere è calcareo ma anche calcareo-siliceo, con pH del suolo neutro e alti valori nutrizionali (è una pianta nitrofila).
- Diffusione altitudinale: la diffusione altitudinale va dal piano fino a 500 m s.l.m..
- Fitosociologia: dal punto di vista fitosociologico le varie sottospecie appartengono alla comunità vegetale delle “megaforbie acquatiche”.

## Tassonomia
Il genere di questa pianta si compone di poche specie (circa 20) distribuite nelle acque di quasi tutto il mondo. Di queste mezza dozzina vivono spontaneamente in Italia.

Anche per il genere di questa specie, come in altri casi, la sistemazione tassonomica è in via di definizione: dalla famiglia delle Sparganiaceae (secondo la classificazione del Sistema Cronquist) si sta ora passando alla famiglia delle Typhaceae (secondo le ultime ricerche filogenetiche del gruppo APG II System). Anche i livelli superiori sono cambiati (vedi la tabella a destra).

### Variabilità
Nell'elenco che segue sono indicate alcune varietà e sottospecie (l'elenco può non essere completo e alcuni nominativi sono considerati da altri autori dei sinonimi della specie principale o anche di altre specie):
- Sparganium erectum L. subsp. erectum (1753)

(sinonimi:
= S. erectum subsp. neglectum var. oocarpum;
= S. erectum subsp. oocarpum;
= S. erectum subsp. polyedrum Asch. & Gr.;
= S. erectum subsp. ramosum;
= S. polyedrum (Asch. & Gr.) Juz.;
= S. ramosum Huds. subsp. polyedrum Asch. & Gr.;
= S. ramosum Huds. subsp. ramosum var. neglectum (Beeby) H.J.Coste)
- Sparganium erectum L. subsp. microcarpum (Neum.) Domin. (1935)

(sinonimi:
= S. erectum subsp. neglectum (Beeby) Schinz & Thell. var. microcarpum (Neuman) Hayek;
= S. microcarpum (Neuman) Celak.;
= S. ramosus f. microcarpum Neuman (1889) (basionimo))
- Sparganium erectum L. subsp. neglectum (Beeby) Schinz & Thell. (1914)

(sinonimi :
= S. neglectum Beey (1885) (basionimo);
= S. ramosum subsp. Huds. neglectum (Beeby) Neuman)
- Sparganium erectum L. subsp. neglectum (Beeby) Schinz & Thell. var. microcarpum (Neuman) Hayek

(sinonimo = S. erectum L. subsp. microcarpum (Neuman) Domin)
- S. erectum L. subsp. neglectum (Beeby) Schinz & Thell. var. oocarpum (Celak.) Hayek

(sinonimo = S. erectum L. subsp. oocarpum (Celak.) Domin)
- Sparganium erectum L. subsp. oocarpum (Celak.) Domin (1935)

(sinonimi :
= S. erectum L. subsp. neglectum (Beeby) Schinz & Thell. var. oocarpum (Celak.) Hayek;
= S. ramosum Huds. subsp. ramosum var. oocarpum (Celak.) Asch. & Graebn.)
- Sparganium erectum L. subsp. polyedrum (Asch. & Graebn.) Schinz & Thell. (1907)

(sinonimo = S. erectum L. subsp. erectum)
- Sparganium erectum subsp. stoloniferum (Graebn.) C.D.K. Cook & M.S. Nicholls (1987)

### Sottospecie presenti in Italia
In particolare le tre sottospecie italiane presentano le seguenti diversità:
- Sparganium erectum subsp. erectum L. : il frutto è colorato di bruno-scuro ed ha la forma di una piramide rovesciata con circa 4-6 lati; la parte superiore è convessa e termina bruscamente nello stilo; le brattee avvolgenti il frutto sono quasi lineari (poco allargate nella parte superiore); le foglie sono rigide ed erette. È comune in tutto il territorio soprattutto nelle zone a canneti. Sulle Alpi si trova nelle seguenti province: CN TO CO SO BS TN BZ UD
- Sparganium erectum L. subsp. neglectum (Beeby) Sch. & Th. : il colore del frutto è bruno-giallastro ed ha la forma di un cono rovesciato di circa 7 – 10 mm che si restringe nello stilo (lo spessore maggiore si ha al centro del cono); le brattee avvolgenti il frutto sono quasi lineari (poco allargate nella parte superiore); le foglie sono flessuose e poco consistenti. Vegeta sulle sponde dei corsi d'acqua corrente. È più frequente al nord-est al confine con la Slovenia (provincia di Udine).
- Sparganium erectum L. subsp. microcarpum (Neum.) Domin. : il colore del frutto è bruno-giallastro ed ha la forma di un cono rovesciato di circa 5 – 8 mm che si restringe nello stilo (il centro del cono è lievemente strozzato); le brattee avvolgenti il frutto sono allargate a spatola nella parte superiore; le foglie sono flessuose e poco consistenti. Si trova soprattutto nella pianura Piemontese e nelle seguenti province alpine: AO VC NO TN BZ BL.

### Ibridi
Nell'elenco che segue sono indicati alcuni ibridi interspecifici:
- Sparganium × aschersonianum Hausskn. (1893) – Ibrido fra: S. emersum  e S. erectum
- Sparganium × englerianum Ascherson & Graebner (1897) – Ibrido fra: S. erectum subsp. neglectum e S. emersum
- Sparganium × tardivum Topa in Savulescu (1966) – Ibrido fra: S. erectum subsp. erectum  e S. erectum subsp. neglectum

### Sinonimi
La specie di questa scheda, in altri testi, può essere chiamata con nomi diversi. L'elenco che segue indica alcuni tra i sinonimi più frequenti:
- Sparganium chlorocarpum Rydb.
- Sparganium eurycarpum Engelm
- Sparganium microcarpum (Neuman) Celak. (1896) (sinonimo = S. erectum subsp. microcarpum)
- Sparganium neglectum Beeby (1885) (sinonimo = S. erectum subsp. neglectum) 
  - subsp. microcarpum (Neuman) Holub (1998) (sinonimo =  S. erectum subsp. microcarpum)
  - var. oocarpum Celak. (1896) (sinonimo = S. erectum var. oocarpum)
- Sparganium oocarpum (Celak.) Fritsch (1909) (sinonimo = S. erectum subsp. oocarpum)
- Sparganium polyedrum (Asch. & Graebn.) Juz. (1934)
- Sparganium racemosum Hudson (1778)
  - f. microcarpum Neuman in Hartman (1889) (sinonimo = S. erectum subsp. microcarpum)
  - subsp. neglectum (Beeby) Neuman (1889) (sinonimo = S. erectum subsp. neglectum)
  - subsp. polyedrum Ascherson & Graebner (1897) (sinonimo = S. erectum subsp. erectum)
- Sparganium ramosum Huds.

### Specie simili
- Sparganium emersum Rehm. - Coltellaccio a foglie semplici: si distingue per l'altezza minore (50 cm) della pianta, per le foglie meno larghe (3 – 6 mm) e per l'infiorescenza formata da rami ad un solo capolino.

## Usi

### Farmacia
Un'infusione di questa pianta (soprattutto le foglie) può essere utile, secondo la medicina popolare, come trattamento per i brividi.

### Cucina
In alcune zone si usano le radici cotte che hanno un sapore dolciastro.

### Giardinaggio
Queste piante sono adatte a giardini con corsi d'acqua o piccoli stagni. Le posizioni migliori sono quelle soleggiate; non teme il freddo; ha bisogno di un terreno fertile e completamente sommerso dall'acqua. Le radici si propagano strisciando nel fango, per cui basta dividere opportunamente i rizomi all'inizio della primavera e si ottengono così delle nuove piante.

### Altro
I frutti di questa pianta costituiscono un ottimo cibo per gli uccelli specialmente nella stagione autunnale avanzata.

## Galleria d'immagini

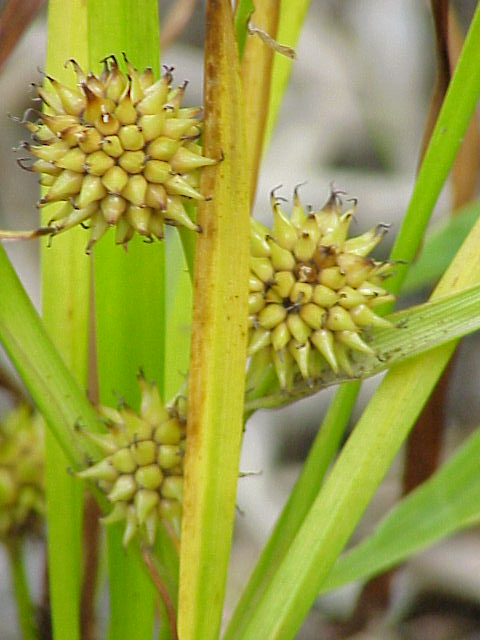
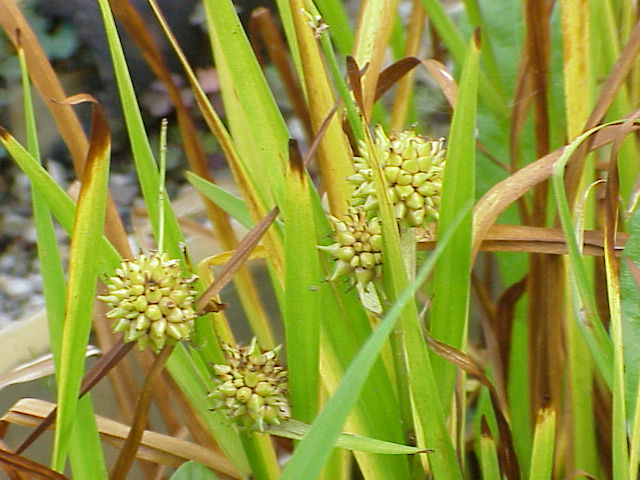
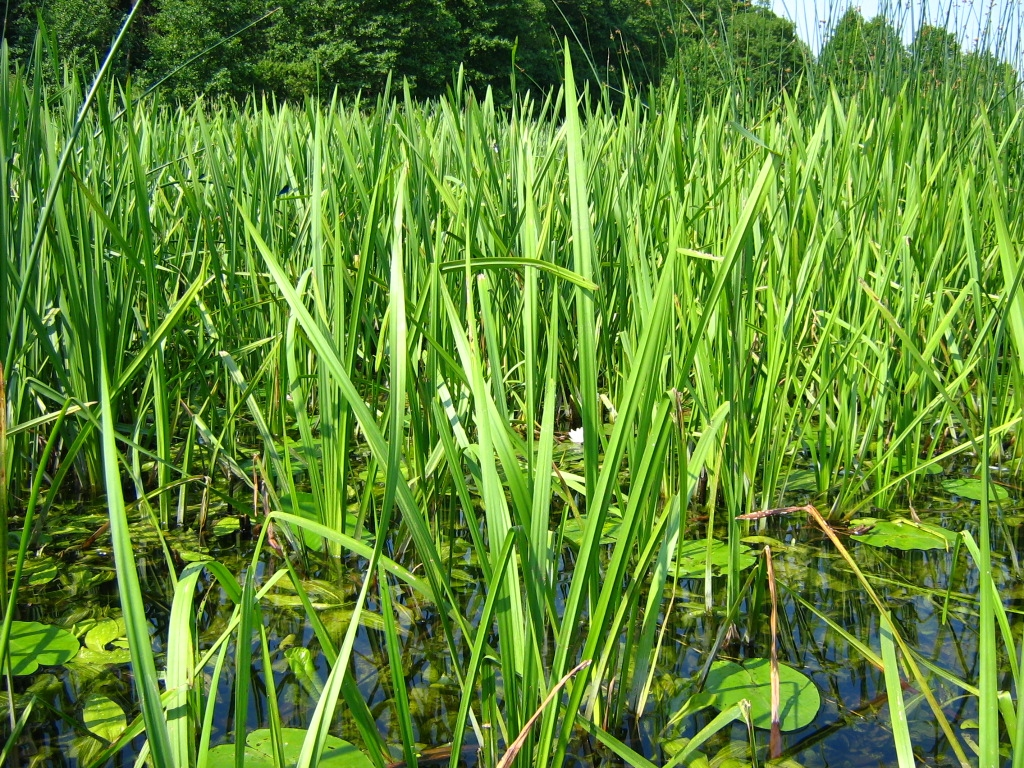
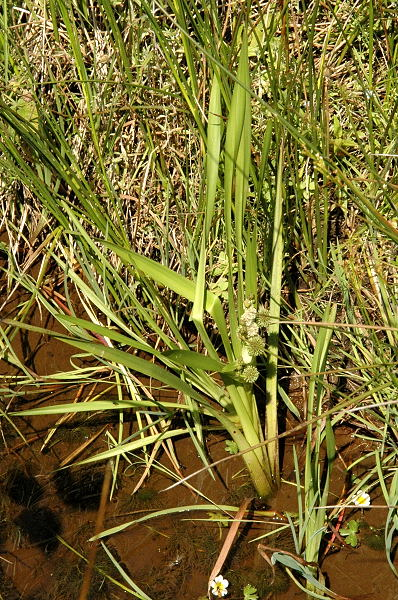
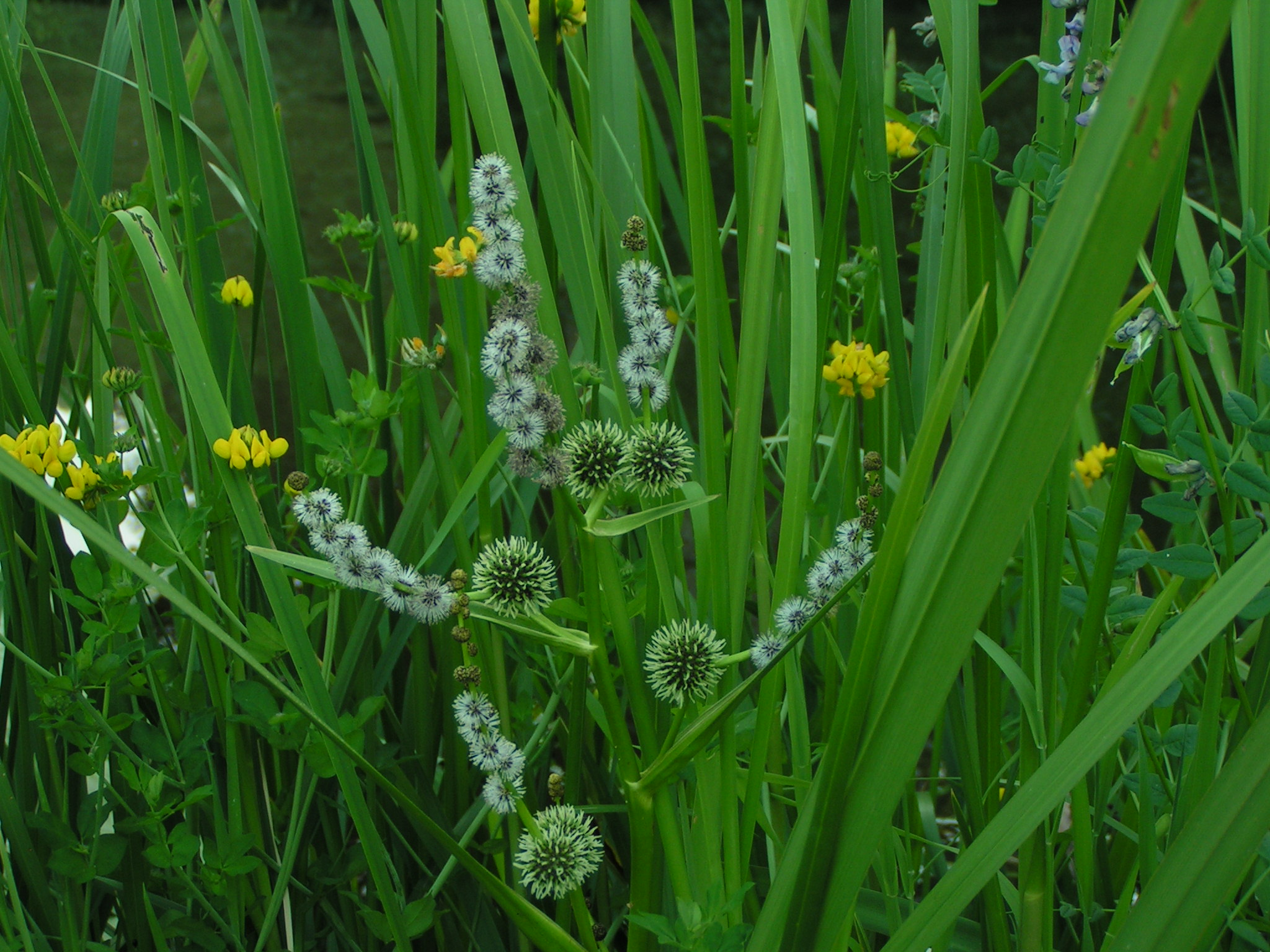
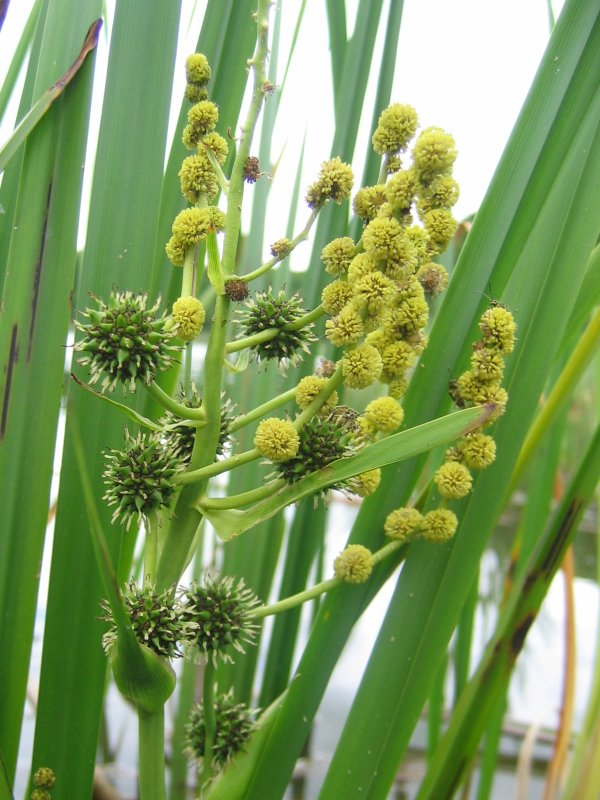
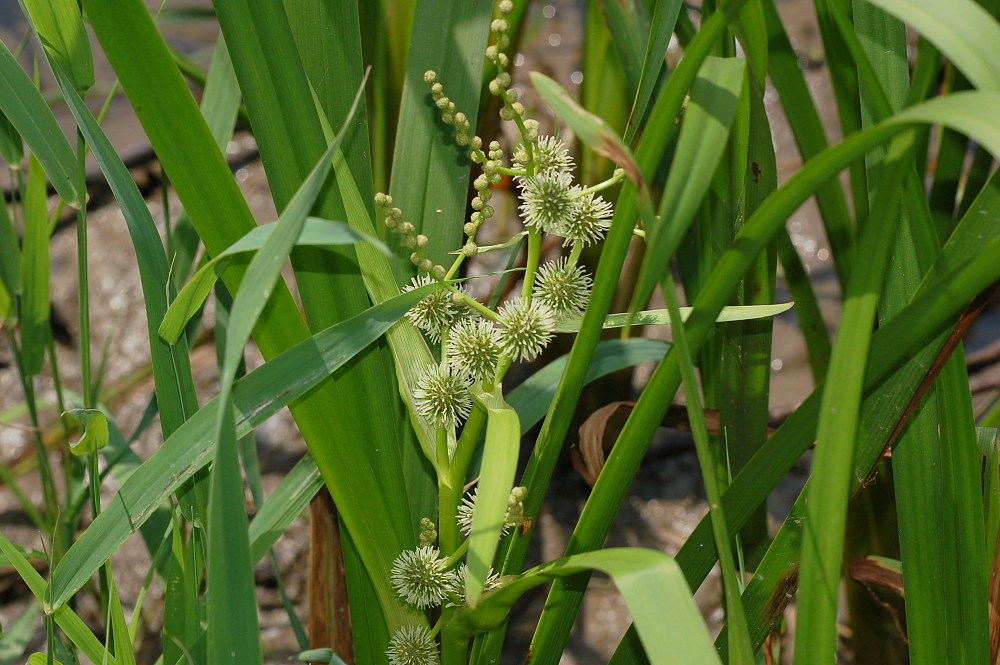
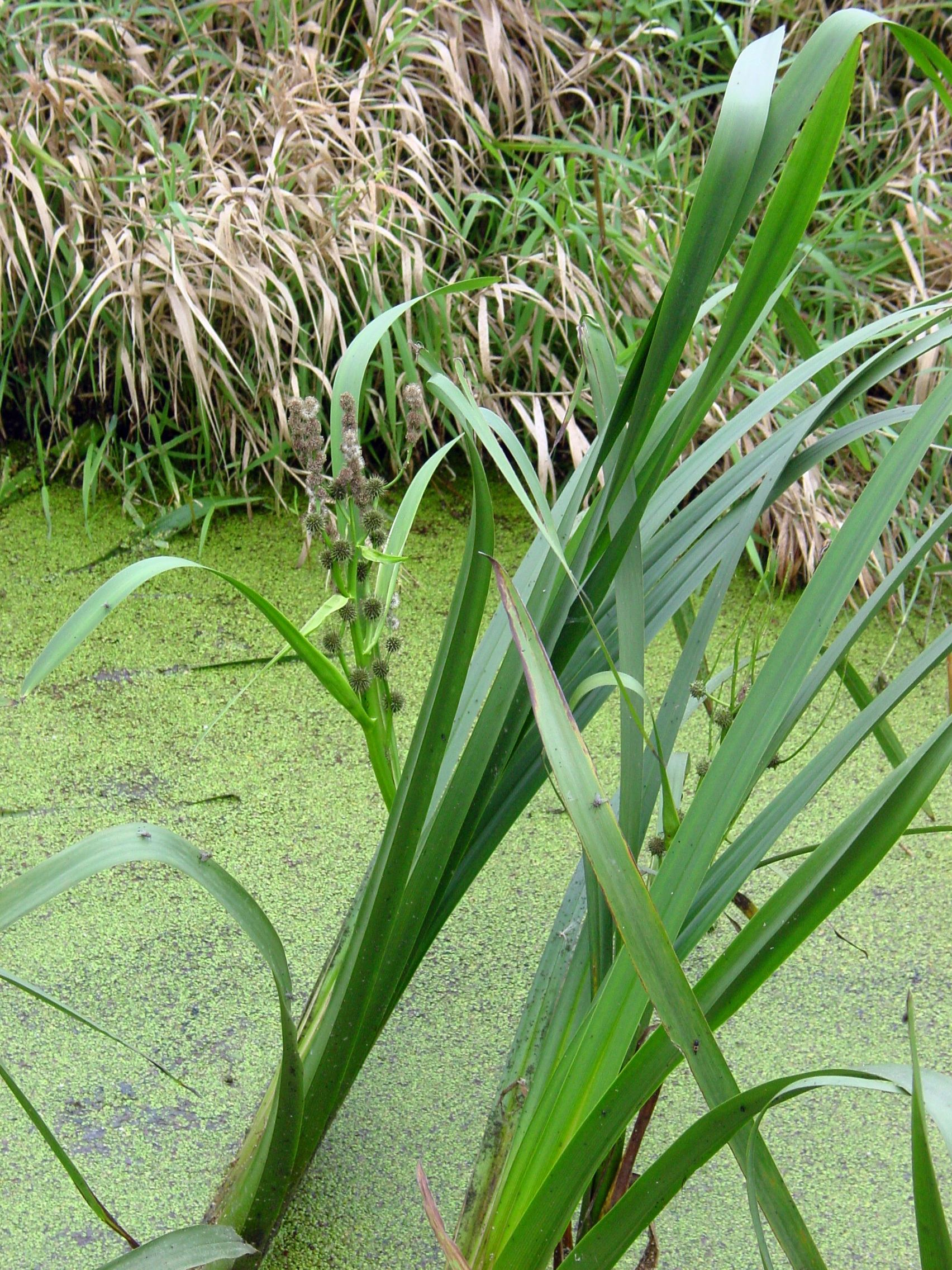